# Pride Of Burgundy
Il Pride Of Burgundy è stato un traghetto, appartenuto alla P&O Ferries dal 1993 al 2023.

## Servizio
Varato il 16 maggio 1992 nel cantiere navale Schichau Seebeckwerft AG di Bremerhaven con il nome di Pride Of Burgundy e consegnato il 23 marzo 1993 alla P&O Ferries, prende servizio a partire dal 5 aprile 1993 sulla Dover-Calais.
Il 14 novembre 1998 subisce un guasto al cambio e viene fermato a Dunkerque per le necessarie riparazioni, sostituendo il vecchio cambio con il cambio del gemello European Pathway. Nel mese successivo torna regolarmente in servizio con il nome di P&O Burgundy.
Il 15 ottobre 2002 viene ribattezzato PO Burgundy.
Nel febbraio del 2003 viene ribattezzato Pride Of Burgundy.
Dal 14 al 26 gennaio 2005 viene sottoposto a lavori di manutenzione straordinaria a Dunkerque in seguito ad un guasto ai motori.
Il 23 settembre 2010 viene noleggiato alla Vattenfall per ospitare la cerimonia di inaugurazione del parco eolico di Thanet. Dal giorno successivo torna regolarmente in servizio.
Il 27 ottobre 2012 entra in collisione con il Berlioz nel porto di Calais, riportando danni all'aletta del ponte di comando.
Il 19 ottobre 2013 entra in collisione con la banchina del porto di Calais a causa di una manovra errata.
Dal 2 maggio al 24 ottobre 2020 viene disarmato a Leith in seguito al calo del traffico per la pandemia. Dal 3 novembre torna in servizio sulla Dover-Calais.
Il 5 dicembre 2020 viene di nuovo disarmato e trasferito, prima a Falmouth e, successivamente rimorchiato lungo il fiume Fal, dove viene posto in bacino di carenaggio.
Dal 28 giugno 2021 viene impiegato come traghetto merci sulla Dover-Calais.
Dal 14 agosto al 15 ottobre 2021 viene disarmato a Tilbury, dalla sera stessa torna in servizio tra Dover e Calais.
Il 26 ottobre ottobre 2021 viene di nuovo disarmato a Tilbury.
Dal 29 novembre al 20 dicembre 2021 prende sulla Dover-Calais. Dal giorno seguente viene disarmato a Dunkerque.
Il 7 marzo 2023 viene venduto per la demolizione, salpando per Aliağa il 3 aprile e venendo spiaggiato il 19 aprile .

## Navi gemelle
- Pride Of Kent
- Pride Of Canterbury
- Blue Wave Harmony